# Agrupaejido
Agrupaejido, S.A. es una empresa alimentaria de la provincia de Almería, España, dedicada a la comercialización y distribución, incluyendo la subasta y el envasado, de hortalizas del Poniente Almeriense, con sede en El Ejido y posteriormente en La Mojonera. Es la primera empresa hortofrutícola de la comunidad autónoma andaluza y se encuentra entre las seis primeras de España.

## Historia
A mediados de la década de 1970, un grupo de empresarios agrícolas empiezan a comercializar los productos agrícolas de la comarca en origen. Agrupaejido, S.A. se constituye en 1979. Las exportaciones se inician en 1982 para lo cual se constituye la sociedad Panda Export, S.A., de la que es su único accionista. En 2000 adquiere la alhóndiga Cehorpa, y en los años siguientes se abren nuevos centros.
En los últimos años se han alcanzado acuerdos estratégicos de cooperación empresarial con distintas empresas como la multinacional noruega YARA, comercializadora de abonos, o para la introducción de sus productos en América, como la mexicana Almerimex, sociedad creada en agosto de 2002 por Agrupaejido y cinco accionistas de dicho país. Almerimex radica en la localidad de La Laguna, municipio de Viesca, Coahuila, al norte del país. Los planes futuros incluyen la entrada en los mercados de Brasil o la firma de acuerdos con empresas tecnológicas para el desarrollo de la agricultura intensiva ecoeficiente. En 2010 se encarga a la empresa Price Waterhouse la elaboración de un Plan Estratégico para optimizar los procesos de negocio de la comercializadora, aumentando sus beneficios.
Los países importadores son Unión Europea, Rusia, Estados Unidos o Canadá. Marcas comercializadas: Almery, Fashion, Frual, K5, Leal, Pandal. La marcha de la actual campaña 2010-2011 se considera extraordinaria con una mejoría en los precios en relación con la anterior.
La empresa posee las certificaciones de calidad de GlobalG.A.P. (EurepGAP), auditada por la certificadora SGS,  Producción integrada de la Junta de Andalucía, Certifood y un sistema de autocontrol (APPCC) con norma de higiene y protocolos a seguir.
En octubre de 2010 lanzó Sí Agricultura, una publicación mensual y gratuita con noticias relacionadas con la agricultura.
La zona productora de la hortaliza comercializada se encuentra en el denominado “Campo de Dalías”, en la baja Alpujarra Almeriense o Poniente Almeriense, cerca de la costa mediterránea. Productos que comercializa: melón, sandía, pimiento, berenjena, calabaza, calabacín, pepino, judías y tomate.

### Centros
- La Redonda, en dicho polígono industrial junta a Santa María del Águila, El Ejido, fundado en 1979. Dedicado a la subasta de hortalizas.
- Mojonera – Pandal, construido en 1997 en La Mojonera, para la normalización y confección de producto para la exportación y para el mercado nacional. Sede de sus Oficinas Centrales.
- Adra, para la recogida de producto, centro ubicado en La Curva, término municipal de Adra.
- Níjar, nave ubicada en Campohermoso, término municipal de Níjar, dedicada a la subasta de hortalizas.
- Centro de Cortijos de Marín, en la barriada de Cortijo de Marín, en el término municipal de Roquetas de Mar, formada por tres centros dedicados a la subasta.
- Las Marinas, junta a la entrada de la Urbanización de Roquetas de Mar, almacén dedicado para la exportación, posee cámaras frigoríficas y zona de envasado.

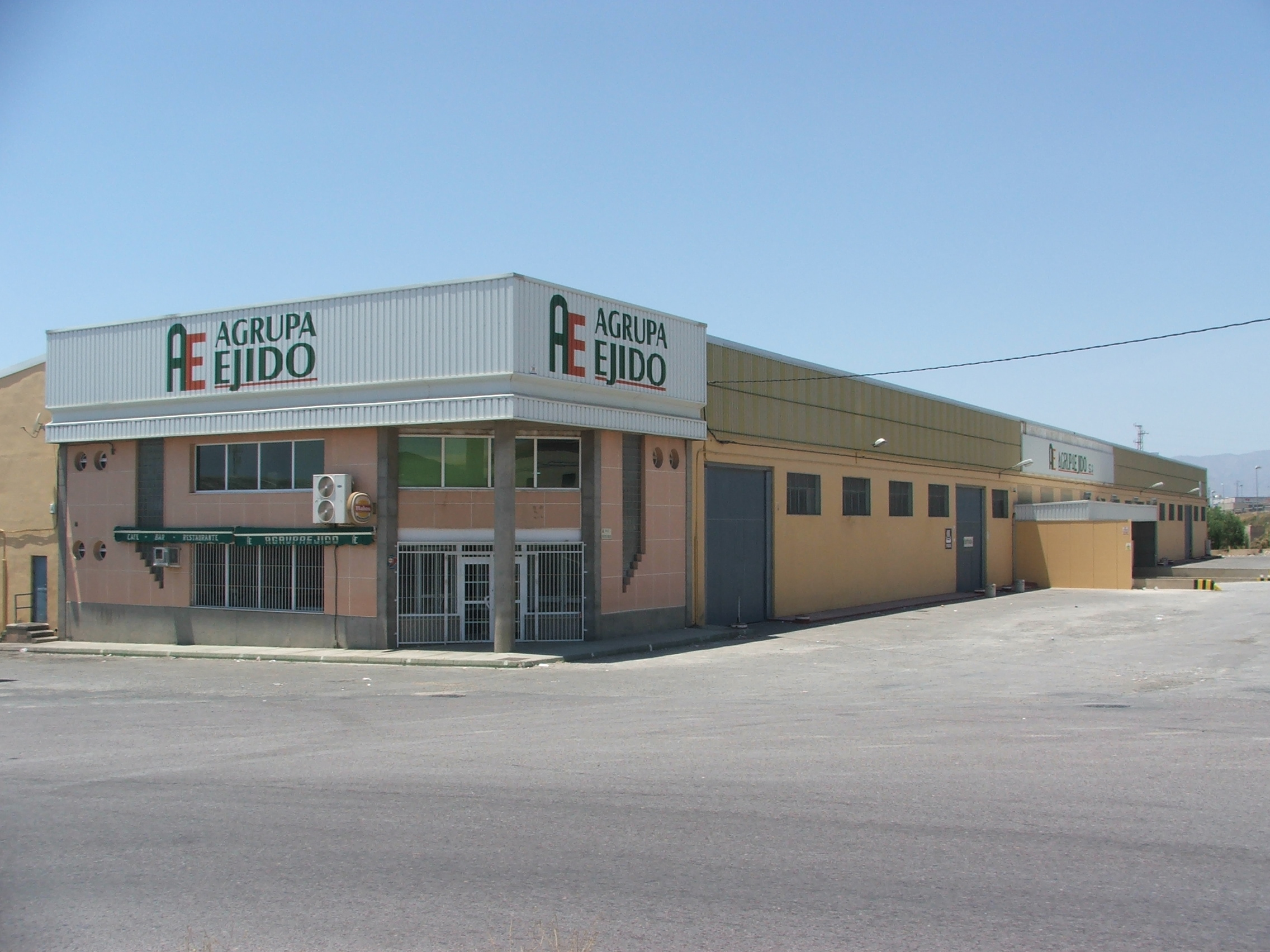
Planta en La Redonda.

## I + D
Agrupaejido fue una de las primeras empresas en promover el uso de la polinización natural por medio de abejorros y mejorar el aspecto y las características organolépticas, evitando el uso de fitohormonas.
Junto con Cajamar promovió la empresa de investigación y desarrollo en agricultura Savia Biotech, para proporcionar un servicio de análisis genético y de diagnóstico molecular, investigar procesos fisiológicos y métodos para la mejora genética de las plantas.
Desarrollo de invernaderos fotovoltaicos ecosostenibles, aumentando la rentabilidad de los cultivos al aprovechar el CO2 generado por las plantas, la energía solar y revender la energía sobrante, ahorrando además en el consumo de agua.